# Patrick Twumasi
Patrick Twumasi (Obuasi, 9 mei 1994) is een Ghanees voetballer die doorgaans speelt als aanvaller. In juni 2025 verruilde hij Paphos voor Jeonbuk Hyundai Motors. Twumasi maakte in 2017 zijn debuut in het Ghanees voetbalelftal.

## Clubcarrière
Twumasi speelde in Ghana voor Red Bull Ghana en kwam in 2012 terecht bij het Letse Spartaks Jūrmala. In de competitie maakte hij zestien treffers in eenendertig duels. Na anderhalf jaar in het eerste van Spartaks nam Astana hem op huurbasis over. In 2014 werd Twumasi tweemaal verhuurd. Amkar Perm nam hem tijdelijk over in januari. Tijdens de zomerstop keerde hij terug naar Letland, om voor de tweede keer gestald te worden bij Astana. Na tien treffers in elf competitiewedstrijden nam Astana de Ghanees definitief over en hij tekende een contract tot eind 2017. Twumasi zag zijn verbintenis in juli 2017 opengebroken worden en verlengd met twee jaar.
Na honderdeneen competitiewedstrijden voor Astana maakte Twumasi medio 2018 de overstap naar Deportivo Alavés, waar hij zijn handtekening zette onder een verbintenis voor de duur van vier seizoenen. Na een debuutseizoen met elf invalbeurten in de competitie en geen doelpunten, werd hij voor een jaar verhuurd aan Gaziantep FK. In Turkije kwam hij tot zes doelpunten in de Süper Lig. Hannover 96 werd in de zomer van 2020 de nieuwe werkgever van de Ghanees nadat de club hem gekocht had voor circa zevenhonderdduizend euro.
Begin 2022 mocht Twumasi transfervrij vertrekken en tekende hij voor tweeënhalf jaar voor Maccabi Netanja. In de zomer van 2023 nam Paphos de vleugelaanvaller over. Na een seizoen op Cyprus keerde Twumasi tijdelijk terug naar Israël, aangezien Beitar Jeruzalem hem huurde. Na deze verhuurperiode verliet hij Paphos definitief, om voor Jeonbuk Hyundai Motors te gaan spelen.

## Clubstatistieken
| Seizoen | Club                   | Competitie       | Competitie | Competitie | Beker | Beker | Internationaal | Internationaal | Totaal | Totaal |
| Seizoen | Club                   | Competitie       | Wed.       | Dlp.       | Wed.  | Dlp.  | Wed.           | Dlp.           | Wed.   | Dlp.   |
| ------- | ---------------------- | ---------------- | ---------- | ---------- | ----- | ----- | -------------- | -------------- | ------ | ------ |
| 2012    | Spartaks Jūrmala       | Virslīga         | 22         | 10         | 0     | 0     | —              | —              | 22     | 10     |
| 2013    | Spartaks Jūrmala       | Virslīga         | 9          | 6          | 1     | 0     | —              | —              | 10     | 6      |
| 2013    | → Astana               | Premyer Lïgası   | 11         | 6          | 0     | 0     | 5              | 0              | 16     | 6      |
| 2013/14 | → Amkar Perm           | Premjer-Liga     | 6          | 0          | 0     | 0     | —              | —              | 6      | 0      |
| 2014    | → Astana               | Premyer Lïgası   | 11         | 10         | 1     | 0     | 5              | 0              | 17     | 10     |
| 2015    | Astana                 | Premyer Lïgası   | 28         | 6          | 6     | 6     | 6              | 4              | 40     | 16     |
| 2016    | Astana                 | Premyer Lïgası   | 28         | 5          | 3     | 0     | 10             | 1              | 41     | 6      |
| 2017    | Astana                 | Premyer Lïgası   | 30         | 13         | 2     | 0     | 14             | 10             | 46     | 23     |
| 2018    | Astana                 | Premyer Lïgası   | 15         | 8          | 1     | 0     | 2              | 1              | 18     | 9      |
| 2018/19 | Deportivo Alavés       | Primera División | 11         | 0          | 2     | 0     | —              | —              | 13     | 0      |
| 2019/20 | → Gaziantep FK         | Süper Lig        | 26         | 6          | 1     | 0     | —              | —              | 27     | 6      |
| 2020/21 | Hannover 96            | 2. Bundesliga    | 22         | 3          | 2     | 0     | —              | —              | 24     | 3      |
| 2021/22 | Hannover 96            | 2. Bundesliga    | 0          | 0          | 0     | 0     | —              | —              | 0      | 0      |
| 2021/22 | Maccabi Netanja        | Ligat Ha'Al      | 15         | 7          | 0     | 0     | —              | —              | 15     | 7      |
| 2022/23 | Maccabi Netanja        | Ligat Ha'Al      | 25         | 7          | 9     | 2     | 2              | 0              | 36     | 9      |
| 2023/24 | Paphos                 | A Divizion       | 23         | 3          | 1     | 0     | —              | —              | 24     | 3      |
| 2024/25 | → Beitar Jeruzalem     | Ligat Ha'Al      | 33         | 7          | 5     | 0     | —              | —              | 38     | 7      |
| 2025/26 | Jeonbuk Hyundai Motors | K League 1       | 1          | 0          | 0     | 0     | —              | —              | 1      | 0      |
| Totaal  | Totaal                 | Totaal           | 317        | 97         | 34    | 8     | 39             | 16             | 389    | 121    |

Bijgewerkt op 23 juni 2025.

## Interlandcarrière
Twumasi maakte zijn debuut in het Ghanees voetbalelftal op 7 oktober 2017, toen met 0–0 gelijkgespeeld werd tegen Oeganda. De aanvaller moest van bondscoach James Kwesi Appiah op de reservebank beginnen en hij viel na eenenvijftig minuten in voor mededebutant Kingsley Sarfo (Malmö FF).
| Interlands van Patrick Twumasi voor Ghana | Interlands van Patrick Twumasi voor Ghana | Interlands van Patrick Twumasi voor Ghana | Interlands van Patrick Twumasi voor Ghana | Interlands van Patrick Twumasi voor Ghana | Interlands van Patrick Twumasi voor Ghana | Interlands van Patrick Twumasi voor Ghana |
| №                                         | Datum                                     | Wedstrijd                                 | Uitslag                                   | Competitie                                | Goals                                     |                                           |
| Als speler bij Astana                     | Als speler bij Astana                     | Als speler bij Astana                     | Als speler bij Astana                     | Als speler bij Astana                     | Als speler bij Astana                     | Als speler bij Astana                     |
| ----------------------------------------- | ----------------------------------------- | ----------------------------------------- | ----------------------------------------- | ----------------------------------------- | ----------------------------------------- | ----------------------------------------- |
| 1                                         | 7 oktober 2017                            | Oeganda – Ghana                           | 0 – 0                                     | WK 2018 kwalificatie                      |                                           |                                           |
| 2                                         | 10 oktober 2017                           | Saoedi-Arabië – Ghana                     | 0 – 3                                     | Vriendschappelijk                         |                                           |                                           |
| 3                                         | 12 november 2017                          | Ghana – Egypte                            | 1 – 1                                     | WK 2018 kwalificatie                      |                                           |                                           |

Bijgewerkt op 23 juni 2025.

## Erelijst
| Competitie       |        |                        |        |        |
| Competitie       | Aantal | Jaren                  |        |        |
| Astana           | Astana | Astana                 | Astana | Astana |
| ---------------- | ------ | ---------------------- | ------ | ------ |
| Premjer-Liga     | 4      | 2014, 2015, 2016, 2017 |        |        |
| Beker            | 1      | 2016                   |        |        |
| Supercup         | 2      | 2015, 2018             |        |        |
| Maccabi Netjanja |        |                        |        |        |
| Toto Cup         | 1      | 2022/23                |        |        |